# Cú đánh cực đỉnh
Cú đánh cực đỉnh (tiếng Hàn: 최고의 한방; Romaja: Choigoui Hanbang; dịch nghĩa đen: "The Best Hit)" là một bộ phim truyền hình Hàn Quốc với dàn diễn viên Yoon Shi-yoon, Lee Se-young, Kim Min-jae và Cha Tae-hyun. Phim được phát sóng trên kênh KBS2 vào 23:00 (KST) thứ sáu thứ bảy hàng tuần, bắt đầu từ ngày 2 tháng 6 năm 2017.
Cú đánh cực đỉnh là bộ phim đầu tay của Yoo Ho-jin, đạo diễn mùa thứ ba của show truyền hình thực tế 2 Days & 1 Night; và đánh dấu ra mắt sự nghiệp đạo diễn của Cha Tae-hyun, với danh nghĩa đồng đạo diễn.

## Nội dung
Bộ phim nói về cuộc sống hỗn độn của một nhóm người trong độ tuổi hai mươi khi họ lo lắng về cách kết nối với mọi người, làm thế nào để yêu và làm sao để thành công trong thế giới khắc nghiệt này.

## Dàn diễn viên

### Vai chính
- Yoon Shi-yoon vai Yoo Hyun-jae

Một ngôi sao K-pop nổi tiếng trong thập niên 1990 và là thành viên của bộ đôi J2. Anh được biết đến với vẻ ngoài đẹp trai, tài năng và những tranh cãi. Trong một tai nạn, anh đã vô tình du hành thời gian tới năm 2017 và phải cố gắng điều chỉnh cách sống của mình cho phù hợp.
- Kim Min-jae vai Lee Ji-hoon

Con ruột của Yoo Hyun-jae và là con nuôi của Lee Gwang-jae. Mặc dù chuẩn bị tham dự kỳ thi công chức, cậu vẫn đang bí mật luyện tập để trở thành một thần tượng K-pop tại Star Punch Enterainment.
- Lee Se-young vai Choi Woo-seung

Một sinh viên vui vẻ, hoạt bát và cũng đang chuẩn bị cho kỳ thi công chức với Lee Ji Hoon. Sau khi biết được việc bạn trai và bạn cùng phòng đang ngoại tình, cô đã miễn cưỡng đến sống chung căn hộ với Ji-hoon.
- Cha Tae-hyun vai Lee Gwang-jae

Bố nuôi của Lee Ji-hoon, CEO của World Planning Entertainment. Trước đây anh là quản lý của Yoo Hyun-jae, hiện tại thì đang điều hành một công ty đang thua lỗ. Trong nhiều năm, anh đã yêu đơn phương Hong Bong-hee

### Vai phụ

#### World Planning Entertainment
- Yoon Son-ha vai Hong Bo-hee
- Dong Hyun-bae vai MC Drill
- Lee Deok-hwa vai Lee Soon-tae

#### Star Punch Entertainment
- Hong Kyung-min vai Park Young-jae
- Im Ye-jin vai Cathy
- Cha Eun-woo vai MJ
- Bona vai Do Hye-ri

#### Vai trò khác
- Lee Han-soo vai Mal-sook
- Lee Jung-min vai Heol-re
- Son Soo-min vai Beol-ddeok
- Kim Seung-hyun
- Lim Sung-min
- Kim Ji-hyun
- Choi Ri-yoon
- Ha Nam-woo
- Lim Ji-seob
- Kim Tae-bin
- Hong Seok-yoon
- Lee Ha-na
- Yoon Sun-ah
- Choi Jung-eun
- Lim Yoo-mi
- Yoon Kab-soo
- Kim Young-hee
- Lee Sung-hoon
- Gong Min-gyu
- Kim Yong-jae
- Kim Ji-eun
- Han Hyong-gyu
- Lee Young-rae
- Choi Nam-uk
- Kim Do-yoon
- Nam Seung-woo
- Lee Ri-na
- Ryu Ba
- Uk Sa-na
- Park Mi-hyo
- Choi Seul-gi
- Ko Jin-myung
- Seo Hee
- Kim Ji-yeon
- Jo Moon-young
- Kim Hyong-gyu
- Kwon Hyuk
- Seo Hye-jin
- Choi Jung-eun
- Ahn Nyu-mi
- Lee Soo-min
- Choi Yoo-sol

### Khách mời
- Kim Byung-chan
- Son Beom-soo
- Ko Chang-seok
- Shin Seung-hwan
- Kim Sook
- Shorry J
- Park Hyuk-kwon
- Choi Hwa-jung
- Kim Joon-ho[7]
- Kim Dae-hee
- Jung Da-eun
- Lee Kwang-soo[8]
- Ahn Gil-kang
- Choi Kwon
- Defconn[7]
- Jang Hyuk[9]
- Monsta X
- Cosmic Girls
- Kwon Ki-jong
- Lee Yoo-jong
- MC Gree
- Kim Il-jung
- Kim Jong-min
- Jang Jae-young
- Lee Soon-jae
- Kan Mi-youn
- Lee Soo-ji

## Sản xuất
Cú đánh cực đỉnh là "variety-drama" thứ hai được sản xuất bởi KBS sau Hậu trường giải trí phát sóng năm 2015. Bộ phim được sản xuất bởi đạo diễn Seo Soo-min, người hiện đang là nhà sản xuất cho chuỗi chương trình Happy Sunday được phát sóng trên KBS. Seo Soo-min cũng là tham gia sản xuất một số tập của Hậu trường giải trí.
Chorokbaem Media, công ty tham gia sản xuất Bầu sô tập sự đã được KBS chọn để sản xuất cho bộ phim này.  Biên kịch chuyên mảng sitcom Lee Young-chul (Potato Star 2013QR3, High Kick! và Once Upon a Time in Saengchori) được chọn để viết kịch bản. Buổi đọc kịch bản đầu tiên được tổ chức vào ngày 3 tháng 4 năm 2017  tại Sangam-dong, Seoul, Hàn Quốc.

## Nhạc phim

### Phần 1
| STT              | Nhan đề                       | Phổ lời          | Phổ nhạc         | Nghệ sĩ          | Thời lượng |
| ---------------- | ----------------------------- | ---------------- | ---------------- | ---------------- | ---------- |
| 1.               | "Beautiful Beautiful"         | Ji Hoon          | Glabingo         | Punch, Glabingo  | 03:25      |
| 2.               | "Beautiful Beautiful" (Inst.) |                  | Glabingo         |                  | 03:25      |
| Tổng thời lượng: | Tổng thời lượng:              | Tổng thời lượng: | Tổng thời lượng: | Tổng thời lượng: | 06:50      |

### Phần 2
| STT              | Nhan đề          | Phổ lời             | Phổ nhạc         | Nghệ sĩ             | Thời lượng |
| ---------------- | ---------------- | ------------------- | ---------------- | ------------------- | ---------- |
| 1.               | "Dream"          | Kim Min-jae Ji Hoon | Lee Seung-joo    | Kim Min-jae, Younha | 03:56      |
| 2.               | "Dream" (Inst.)  |                     | Lee Seung-joo    |                     | 03:56      |
| Tổng thời lượng: | Tổng thời lượng: | Tổng thời lượng:    | Tổng thời lượng: | Tổng thời lượng:    | 07:52      |

### Phần 3
| STT              | Nhan đề                            | Phổ lời          | Phổ nhạc         | Nghệ sĩ          | Thời lượng |
| ---------------- | ---------------------------------- | ---------------- | ---------------- | ---------------- | ---------- |
| 1.               | "The Sky of Youth" (젊은 날의 Sky) | Ji Hoon          | Rocoberry        | Yoon Mi-rae      | 02:59      |
| 2.               | "The Sky of Youth" (Inst.)         |                  | Rocoberry        |                  | 02:59      |
| Tổng thời lượng: | Tổng thời lượng:                   | Tổng thời lượng: | Tổng thời lượng: | Tổng thời lượng: | 05:58      |

### Phần 4
| STT              | Nhan đề             | Phổ lời                 | Phổ nhạc         | Nghệ sĩ          | Thời lượng |
| ---------------- | ------------------- | ----------------------- | ---------------- | ---------------- | ---------- |
| 1.               | "Tonight" (오늘 밤) | Ji Hoon beautiful noise | Rocoberry        | BoA, Mad Clown   | 03:39      |
| 2.               | "Tonight" (Inst.)   |                         | Rocoberry        |                  | 03:39      |
| Tổng thời lượng: | Tổng thời lượng:    | Tổng thời lượng:        | Tổng thời lượng: | Tổng thời lượng: | 07:18      |

### Phần 5
| STT              | Nhan đề                  | Phổ lời          | Phổ nhạc         | Nghệ sĩ          | Thời lượng |
| ---------------- | ------------------------ | ---------------- | ---------------- | ---------------- | ---------- |
| 1.               | "The Night Sky" (밤하늘) | Ji Hoon          | Rocoberry        | Park Kyung       | 03:28      |
| 2.               | "The Night Sky" (Inst.)  |                  | Rocoberry        |                  | 03:28      |
| Tổng thời lượng: | Tổng thời lượng:         | Tổng thời lượng: | Tổng thời lượng: | Tổng thời lượng: | 06:56      |

### Phần 6
| STT              | Nhan đề          | Phổ lời          | Phổ nhạc         | Nghệ sĩ          | Thời lượng |
| ---------------- | ---------------- | ---------------- | ---------------- | ---------------- | ---------- |
| 1.               | "If You"         | Ji Hoon          | Lee Seung-joo    | Kyuhyun          | 04:03      |
| 2.               | "If You" (Inst.) |                  | Lee Seung-joo    |                  | 04:03      |
| Tổng thời lượng: | Tổng thời lượng: | Tổng thời lượng: | Tổng thời lượng: | Tổng thời lượng: | 08:06      |

### Phần 7
| STT              | Nhan đề            | Phổ lời          | Phổ nhạc         | Nghệ sĩ          | Thời lượng |
| ---------------- | ------------------ | ---------------- | ---------------- | ---------------- | ---------- |
| 1.               | "I Always"         | Changmo          | Changmo          | Changmo          | 03:59      |
| 2.               | "I Always" (Inst.) |                  | Changmo          |                  | 03:59      |
| Tổng thời lượng: | Tổng thời lượng:   | Tổng thời lượng: | Tổng thời lượng: | Tổng thời lượng: | 07:58      |

### Phần 8
| STT              | Nhan đề           | Phổ lời          | Phổ nhạc         | Nghệ sĩ          | Thời lượng |
| ---------------- | ----------------- | ---------------- | ---------------- | ---------------- | ---------- |
| 1.               | "My Love"         | Ji Hoon          | Ahn Young-min    | T-ara            | 03:30      |
| 2.               | "My Love" (Inst.) |                  | Ahn Young-min    |                  | 03:30      |
| Tổng thời lượng: | Tổng thời lượng:  | Tổng thời lượng: | Tổng thời lượng: | Tổng thời lượng: | 07:00      |

## Tỷ suất người xem
Trong bảng dưới, số màu xanh chỉ tỷ suất người xem thấp nhất, số màu đỏ chỉ tỷ suất người xem cao nhất
| Tập        | Ngày phát sóng      | Tỷ suất người xem | Tỷ suất người xem | Tỷ suất người xem        | Tỷ suất người xem        |
| Tập        | Ngày phát sóng      | Tỷ suất theo TNmS | Tỷ suất theo TNmS | Tỷ suất theo AGB Nielsen | Tỷ suất theo AGB Nielsen |
| Tập        | Ngày phát sóng      | Toàn quốc         | Vùng thủ đô Seoul | Toàn quốc                | Vùng thủ đô Seoul        |
| ---------- | ------------------- | ----------------- | ----------------- | ------------------------ | ------------------------ |
| 1          | 2 tháng 6 năm 2017  | 3,1%              | 3,9%              | 2,5%                     | 3,3%                     |
| 2          | 2 tháng 6 năm 2017  | 3,2%              | 4,1%              | 2,9%                     | 3,8%                     |
| 3          | 3 tháng 6 năm 2017  | 5,1%              | 5,7%              | 5,0%                     | 5,6%                     |
| 4          | 3 tháng 6 năm 2017  | 4,7%              | 5,6%              | 4,1%                     | 5,0%                     |
| 5          | 9 tháng 6 năm 2017  | 3,1%              | 3,3%              | 2,7%                     | 2,9%                     |
| 6          | 9 tháng 6 năm 2017  | 3,3%              | 3,4%              | 2,6%                     | 2,7%                     |
| 7          | 10 tháng 6 năm 2017 | 5,1%              | 5,0%              | 4,9%                     | 5,4%                     |
| 8          | 10 tháng 6 năm 2017 | 4,8%              | 5,2%              | 4,7%                     | 5,1%                     |
| 9          | 16 tháng 6 năm 2017 | 2,3%              | 2,8%              | 3,0%                     | 3,5%                     |
| 10         | 16 tháng 6 năm 2017 | 2,6%              | 3,2%              | 3,2%                     | 3,8%                     |
| 11         | 17 tháng 6 năm 2017 | 4,7%              | 5,3%              | 5,5%                     | 5,6%                     |
| 12         | 17 tháng 6 năm 2017 | 4,5%              | 5,0%              | 4,9%                     | 5,4%                     |
| 13         | 23 tháng 6 năm 2017 | 3,1%              | 3,7%              | 3,0%                     | 3,6%                     |
| 14         | 23 tháng 6 năm 2017 | 3,6%              | 4,1%              | 3,4%                     | 3,9%                     |
| 15         | 24 tháng 6 năm 2017 | 3,9%              | 4,2%              | 4,7%                     | 5,0%                     |
| 16         | 24 tháng 6 năm 2017 | 3,9%              | 4,5%              | 4,1%                     | 4,7%                     |
| 17         | 30 tháng 6 năm 2017 | 3,0%              | 3,5%              | 2,3%                     | 2,8%                     |
| 18         | 30 tháng 6 năm 2017 | 3,3%              | 4,0%              | 2,8%                     | 3,5%                     |
| 19         | 1 tháng 7 năm 2017  | 3,6%              | 4,3%              | 3,9%                     | 4,6%                     |
| 20         | 1 tháng 7 năm 2017  | 4,0%              | 4,8%              | 3,9%                     | 4,7%                     |
| 21         | 7 tháng 7 năm 2017  | 3,5%              | 3,7%              | 2,7%                     | 2,9%                     |
| 22         | 7 tháng 7 năm 2017  | 3,0%              | 3,1%              | 2,7%                     | 2,8%                     |
| 23         | 8 tháng 7 năm 2017  | 4,6%              | 5,1%              | 4,4%                     | 4,9%                     |
| 24         | 8 tháng 7 năm 2017  | 4,7%              | 5,2%              | 4,9%                     | 5,4%                     |
| 25         | 14 tháng 7 năm 2017 | 2,7%              | 3,3%              | 3,3%                     | 3,9%                     |
| 26         | 14 tháng 7 năm 2017 | 3,2%              | 3,7%              | 3,5%                     | 4,0%                     |
| 27         | 15 tháng 7 năm 2017 | 3,3%              | 4,0%              | 3,7%                     | 4,4%                     |
| 28         | 15 tháng 7 năm 2017 | 3,9%              | 4,5%              | 4,1%                     | 4,7%                     |
| 29         | 21 tháng 7 năm 2017 | 3,0%              | 3,4%              | 3,1%                     | 3,5%                     |
| 30         | 21 tháng 7 năm 2017 | 3,3%              | 3,5%              | 3,0%                     | 3,2%                     |
| 31         | 22 tháng 7 năm 2017 | 5,0%              | 5,6%              | 5,3%                     | 5,9%                     |
| 32         | 22 tháng 7 năm 2017 | 4,8%              | 5,4%              | 5,4%                     | 6,0%                     |
| Trung bình | Trung bình          | 3,9%              | 5,2%              | 2,9%                     | 5,6%                     |